# Вааксаары
Ва́акса́ары (эст. Vaaksaarõ), ранее Ва́акса́аре (эст. Vaaksaare) — деревня в волости Сетомаа уезда Вырумаа, Эстония. Исторически относится к нулку Вааксаары.
До административной реформы местных самоуправлений Эстонии 2017 года входила в состав волости Меремяэ (упразднена).

## География и описание
Расположена в 25 километрах к юго-востоку от уездного центра — города Выру — и в 29 c половиной километрах к юго-западу от волостного центра — посёлка Вярска. Высота над уровнем моря — 186 метров.
Климат переходный от морского к континентальному. Официальный язык — эстонский. Почтовый индекс — 65350.

## Население
В переписи населения 2021 года данных о числе жителей деревни Вааксаары не имеется.
По данным переписи населения 2011 года, в деревне проживали 6 человек, из них 5 (83,3 %) — эстонцы (сету в перечне национальностей выделены не были).
Численность населения деревни Вааксаары по данным переписей населения СССР и Департамента статистики Эстонии:
| Год  | 1959 | 1970 | 2000 | 2011 | 2017 | 2018 | 2019 | 2020   |
| ---- | ---- | ---- | ---- | ---- | ---- | ---- | ---- | ------ |
| Чел. | 23   | ↘ 13 | ↘ 5  | ↗ 7  | 7    | ↘ 6  | 6    | 6 (4*) |

* По данным Регистра народонаселения по состоянию на 6 января 2020 года

## История
В письменных источниках 1566 года деревня упоминается как Вакосоры, 1592–1593 годов — Вакосору, прим. 1790 года — Ваксурува, прим. 1866 года — Кульницова, 1882 года — Ваксары, Кирпичево, 1897 года — Курпичево, 1904 года — Vaksara, Vaaksarõ, Vaaksara, Ку́рпичево, прим. 1920 года — Vaksare, 1922 года — Vaaksare, 1928 года — Vaaksaare.
На военно-топографических картах Российской империи (1846–1863 годы), в состав которой входила Лифляндская губерния, деревня обозначена как Вакасаръ.
В XIX веке деревня входила в общину Воронкино и относилась к приходу Панкьявица, её считали центром одноимённого нулка.
В 1977–1997 годах Вааксаары была частью деревни Кийслова (эст. Kiislova).

## Происхождение топонима
Вероятнее всего мы имеем дело со слитным словом Vaak- + saar («остров»), в котором начальная часть может быть связана в названием птицы vares — «ворона»; на южноэстонском диалекте vaak ~ vares — «дополнительная поперечина в устье печи». Начало топонима может также происходить от слова vakk : vaka — «размер», «зерновая мера», «цилиндрическая деревянная посуда» или vakk : vaku — «налогооблагаемая земля». Русское название деревни Ваксары  вероятнее всего произошло от имени на языке сету. Параллельное название Курпичево эстонский этнограф и языковед Юри Труусманн объясняет словом kõrvits — «тыква». В случае с названиями Кирпичево, Курпичево можно найти связь со словами кирпич и курпей — «кисточка», «овчина». Так как деревни Пелси, Сульби и Вааксаары расположены очень близко друг от друга, при сопоставлении их названий, приведённых  в письменных источниках, могут быть неточности; по русскому обычаю название Ваксары больше указывает на деревню Пелси.